# خوسيه إم. لوبيز
خوسيه إم. لوبيز (بالإنجليزية: José M. López)‏ هو عسكري أمريكي، ولد في 10 يوليو 1910 في Santiago Ihuitlán Plumas ‏ في المكسيك، وتوفي في 16 مايو 2005 في سان أنطونيو في الولايات المتحدة.